# But (sieć handlowa)
But – francuska sieć handlowa specjalizująca się w sprzedaży mebli i sprzętu AGD.

## Historia
Sieć została utworzona w 1972 r. W latach 1998–2008 należała do KESA Electricals (do 2003 roku część grupy Kingfisher plc), obecnie należy do Décomeubles Partners, konsorcjum spółek Colony Capital (udziałowiec sieci Carrefour i Accor), Goldman Sachs i Merchant Equity Partners.

## Zasięg
Obejmuje swoim zasięgiem całe terytorium Francji, gdzie posiada 236 sklepów (także w terytoriach zamorskich) i trzy platformy logistyczne w Orleanie, Dijon i Lyonie.